# Wally Schreiber
Wallace E. „Wally“ Schreiber (* 15. April 1962 in Edmonton, Alberta) ist ein ehemaliger deutsch-kanadischer Eishockeyspieler. Während seiner Karriere spielte er von 1981 bis 2006 für die Minnesota North Stars in der National Hockey League sowie den Schwenninger ERC, EC Hedos München, EV Landshut und Hannover Scorpions in Deutschland.

## Karriere
Schreiber begann seine Karriere bei den Fort Saskatchewan Traders in der Alberta Junior Hockey League. 1981 wechselte er in die WHL zu den Regina Pats, für die er in 88 Spielen 68 Tore erzielte und 88 Vorlagen gab. Dank diese erfolgreichen Saison wurde er beim NHL Entry Draft 1982 als 152. von den Washington Capitals ausgewählt. Von 1982 bis 1986 spielte er dann für die Fort Wayne Komets in der International Hockey League.
1986 bis 1988 spielte er dann hauptsächlich für die kanadische Nationalmannschaft, die in Vorbereitung auf die Olympischen Winterspiele 1988 in Calgary ein besonderes Vorbereitungsprogramm absolvierte. Schreiber allein absolvierte in diesen zwei Jahren 139 Spiele. Da für die Olympischen Spiele 1988 jedoch jegliche Beschränkung für Profis aufgehoben wurde, wurde Schreiber trotz seiner Topleistungen in der Vorbereitung dann nicht für die Olympischen Spiele nominiert. Zwischendurch gab er ein erstes kurzes Gastspiel in Europa beim Wiener EV, für den er sechs Mal zum Einsatz kam.
Am 6. Oktober 1987 kam er bei den Minnesota North Stars im Spiel gegen die St. Louis Blues zu seinem NHL-Debüt. In seinem vierten Spiel, sieben Tage später, gelangen ihm gegen die Philadelphia Flyers sein erstes Tor und seine erste Vorlage. In zwei Spielzeiten kam er auf 41 Spiele und 18 Scorerpunkte (8 Tore/10 Vorlagen). Bereits während der Saison 1988/89 spielte er wieder parallel für die Fort Wayne Komets sowie die Kalamazoo Wings in der IHL.
Da er sich in der NHL nicht etablieren konnte, wechselte Schreiber nach Deutschland. Dort wurde er durch seine Jahre bei den SERC Wild Wings, für die er ab 1989 in der 1. Bundesliga spielte, bekannt. In dieser Zeit bildete er zusammen mit seinen beiden Sturmpartnern Bruce Hardy und Grant Martin eine der erfolgreichsten Sturmreihen der 1. Bundesliga. Als Eishockeyspieler ist er ein guter Techniker, kombiniert mit schnellem Skatevermögen und dem Blick für seine Mitspieler.
Er wechselte zur Spielzeit 1993/94 zum EC Hedos München und trug als Topscorer der Liga mit 30 Toren und 41 Vorlagen maßgeblich zur deutschen Meisterschaft für die Münchner bei.
Mit der Gründung der DEL wechselte Schreiber nach nur einem Jahr in München zum EV Landshut. Seine 81 Scorerpunkte in der Saison 1994/95 reichten jedoch nur zur Vizemeisterschaft mit den Landshutern. Dies blieb der größte Erfolg mit den Landshutern. 1996, 1997 und 1998 schied Schreiber mit dem EVL jeweils im Halbfinale aus, 1999 sogar bereits im Viertelfinale.
1999 entschied sich Schreiber für einen Wechsel zu den Hannover Scorpions, mit denen weitere Titel nicht zu erwarten waren. Doch konnte er 2001 mit dem sensationellen Halbfinaleinzug den bis dahin größten Erfolg der Geschichte der Scorpions mitfeiern. In allen anderen Spielzeiten erreichten die Scorpions jedoch nicht die Playoffs. Nach der Saison 2002/03 beendete Schreiber zunächst offiziell seine Karriere, setzte diese dann aber doch beim Schwenninger ERC in der 2. Eishockey-Bundesliga für zwei Jahre fort. Im Sommer 2005 beendete er in Schwenningen dann erneut seine Karriere mit einer bewegenden Aktion, die man im Bauchenbergstadion noch nicht gesehen hatte. Wally Schreiber zog seine Schlittschuhe zum Ende des Spiels aus und stellte sie in den Mittelkreis der Eisfläche. Es war ein bewegender Moment im Schwenninger Bauchenberg-Stadion für die Fans des Zweitligisten SERC Wild Wings und für den Hauptdarsteller. Am 28. März 2005, nach der Schwenninger Niederlage im siebten Viertelfinalspiel gegen Bremerhaven, beendete Schreiber mit 43 Jahren seine Karriere als Eishockeyprofi, die er 1981 bei den Regina Pats in der Western Hockey League begonnen hatte und kehrte in seine kanadische Heimat zurück.
Doch die durch zahlreiche Verletzungen in Personalnot geratenen Hannover Scorpions konnten den inzwischen 43-jährigen Schreiber während der Saison 2005/06 noch einmal reaktivieren.
In der DEL absolvierte er von 1994 bis 2006 insgesamt 555 Spiele, in denen er 506 Scorerpunkte erzielte (205 Tore/301 Vorlagen) und 383 Strafminuten sammelte. Damit lag er vor Beginn der Saison 2006/07 in der ewigen Scorer- und Torjägerwertung der DEL jeweils auf Platz 2 hinter Mike Bullard.

### International
Mit der Eishockeynationalmannschaft Kanadas gewann er bei den Olympischen Winterspielen 1992 in Albertville und bei den Olympischen Winterspielen 1994 jeweils die Silbermedaille.

## Erfolge und Auszeichnungen
| - 1984 Leo P. Lamoureux Memorial Trophy - 1984 IHL First All-Star Team - 1985 IHL First All-Star Team - 1986 IHL Second All-Star Team | - 1994 Deutscher Meister mit dem EC Hedos München - 1995 Deutscher Vizemeister mit dem EV Landshut - 2003 Teilnahme am DEL All-Star Game |

### International
- 1992 Silbermedaille bei den Olympischen Winterspielen
- 1994 Silbermedaille bei den Olympischen Winterspielen

## Statistiken
Alle Angaben jeweils Ligaspiele plus Playoffs.